# María Fernanda Neil
María Fernanda Neil (sinh ngày 19 tháng 10 năm 1982) là một nữ diễn viên, ca sĩ và người mẫu thời trang người Argentina, có lẽ là nổi tiếng nhất cho vai diễn của Fernanda Peralta Ramos trong loạt Rebelde Way.

## Nghề nghiệp
Neil xuất hiện lần đầu trên truyền hình Argentina trên sản phẩm của Telefé Verano del '98 ("Mùa hè năm 98"), đóng một vai nhỏ, vào năm 1998. Cô đã hành động cùng với Celeste Cid, Guido Kaczka và Diego Mesaglio, trong số những người khác.
Neil sau đó được chọn vào vai "Martina" của Alberto Fernández de Rosa trong Cris Morena 's Chiquititas, một tác phẩm quốc tế. Neil tham gia cùng với Cid, Kaczka, Fernández de Rosa và Mesaglio trong sản phẩm đó, và cô đóng vai đối thủ lãng mạn của Valeria Díaz và mối tình "Mosca" của Ezequiel Castano. Năm 1999, Neil đóng vai một nhân vật thứ hai trong Chiquititas ("Thiên thần tí hon"), là "Fernanda".
Neil đã gặp Romina Yan, Luisana Lopilato, Georgina Mollo và Camila Bordonaba với tư cách là thành viên của dàn diễn viên Chiquititas. Cô đã ra mắt trong cùng một tập phim mà Patricio Schiavone lần đầu tiên xuất hiện; "Martina" và "Patricio" (nhân vật của Schiavone) đến từ cùng một trại trẻ mồ côi trước khi đến ngôi nhà mồ côi được gọi là "Rincón de Luz" ("Góc ánh sáng").
Sau khi sự tham gia của cô vào Chiquititas kết thúc, Neil đã nghỉ diễn và bắt đầu sự nghiệp trong nghề người mẫu. Năm 2001, tuy nhiên, cô trở về truyền hình Argentina, cùng với Yan, Puerto Rico ca sĩ Chayanne và Araceli González trong Provócame, được hiển thị trên tiếng Anh các nước nói là "thu hút Savage". Neil đã chơi "Erica Villalobos Kent de Parisi" trong vở opera xà phòng đó. Provócame cũng trở thành một hit quốc tế, mặc dù không đáng kể như Chiquititas.
Năm 2002, cô được đoàn tụ với các ngôi sao cũ của Chiquititas là Bordonaba, Lopilato, Mollo, Felipe Colombo và Diego Mesaglio, và các diễn viên khác, trong Rebelde Way. Neil đóng vai "Fernanda Peralta Ramos".